# Liste der Biografien/Belh
Liste der Biografien |
Portal Biografien |
Personensuche
# |
A |
B |
C |
D |
E |
F |
G |
H |
I |
J |
K |
L |
M |
N |
O |
P |
Q |
R |
S |
T |
U |
V |
W |
X |
Y |
Z |
?
 
Ba |
Be |
Bd |
Bg |
Bh |
Bi |
Bj |
Bl |
Bm |
Bn |
Bo |
Br |
Bs |
Bu |
Bw |
By |
Bz
 
Bea–Beb |
Bec |
Bed |
Bee |
Bef |
Beg |
Beh |
Bei |
Bej |
Bek |
Bel |
Bem |
Ben |
Beo |
Bep |
Beq |
Ber |
Bes |
Bet |
Beu |
Bev |
Bew |
Bex |
Bey |
Bez
 
Bela |
Belb |
Belc |
Beld |
Bele |
Belf |
Belg |
Belh |
Beli |
Belj |
Belk |
Bell |
Belm |
Beln |
Belo |
Belp |
Belq |
Belr |
Bels |
Belt |
Belu |
Belv |
Belw |
Bely |
Belz
Die Liste der Biografien führt alle Personen auf, die in der deutschsprachigen Wikipedia einen Artikel haben. Dieses ist eine Teilliste mit 15 Einträgen von Personen, deren Namen mit den Buchstaben „Belh“ beginnt.

## Belh

### Belha
- Belhachemi, Abdelaziz (1898–1965), algerischer Sufi-Scheich und Anti-Kolonialist
- Belhadj Yahia, Emna (* 1945), tunesische Schriftstellerin
- Belhadj, Mehdi (* 1995), französischer Leichtathlet
- Belhadj, Nadir (* 1982), algerisch-französischer Fußballspieler
- Belhague, Charles Louis Joseph (1871–1942), französischer Offizier, General
- Belhaj Salah, Choaib (* 1987), tunesischer Beachvolleyballspieler
- Belhaj, Hamid (* 1968), französischer Langstreckenläufer
- Belhanda, Younès (* 1990), marokkanisch-französischer FußballspielerYounès Belhanda (* 1990)

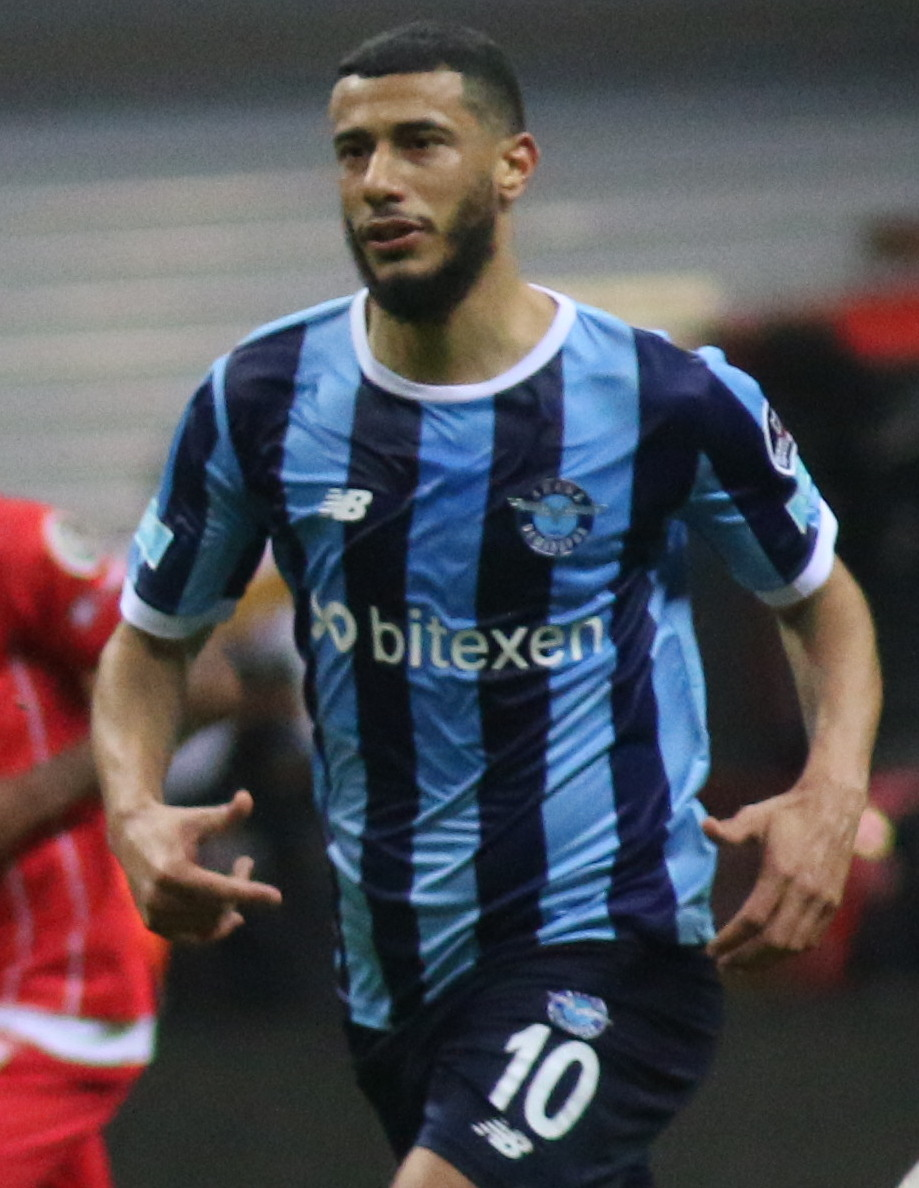
Younès Belhanda (* 1990)

- Belhassen, Naomi (* 1980), israelische Fußballspielerin
- Belhassen, Souhayr (* 1943), tunesische Journalistin, Präsidentin der „Fédération Internationale des Ligues des Droits de l'Homme“ (FIDH)

### Belhi
- Belhimeur, Merzak, algerischer Diplomat

### Belho
- Belhocine, Mohamed (* 1951), algerischer Internist und Epidemiologe
- Belhoste, Bruno (* 1952), französischer Wissenschaftshistoriker
- Belhout, Saïd (* 1975), algerischer Langstreckenläufer

### Belhu
- Belhumeur, David (* 1970), kanadischer Freestyle-Skisportler